# 尼奧塔 (伊利諾伊州)
尼奧塔（英語：Niota）是位於美國伊利諾伊州漢考克縣的一個非建制地區。該地的面積和人口皆未知。

## 地理
尼奧塔的座標為40°37′03″N 91°17′17″W / 40.61750°N 91.28806°W，而該地的平均海拔高度為159米（即522英尺）。